# GSC Game World
GSC Game World là một nhà phát triển game của Ukraina được thành lập vào năm 1995 và có trụ sở đặt tại thành phố Kyiv. Hãng từng phát hành các tựa game nổi tiếng như Cossacks: European Wars, American Conquest, Alexander, S.T.A.L.K.E.R: Shadow of Chernobyl, S.T.A.L.K.E.R: Clear Sky và S.T.A.L.K.E.R: Call of Pripyat.
Một trong những dòng game thành công nhất của GSC Game World là S.T.A.L.K.E.R, một game thuộc thể loại bắn súng sinh tồn được phát triển trong suốt bảy năm, game được phát hành lần đầu tiên vào tháng 3 năm 2007. Hãng cũng được giới game thủ biết đến thông qua dòng game chiến thuật khá nổi tiếng Cossacks. Việc phát hành các tựa game của hãng tại thị trường châu Âu do công ty Cdv Software Entertainment đảm nhiệm.
GSC Game World đồng thời còn là người tạo nên Engine X-Ray được sử dụng cho loạt game S.T.A.L.K.E.R.
Vào năm 2004, GSC Game World thành lập thêm chi nhánh phát hành riêng với tên gọi GSC World Publishing.

## Các tựa game đã phát triển
- 2001 - Codename: Outbreak
- 2001 - Cossacks: European Wars
- 2002 - Cossacks: Art of War
- 2002 - Cossacks: Back to War
- 2003 - Hover Ace
- 2003 - American Conquest
- 2003 - American Conquest: Fight Back
- 2003 - Firestarter
- 2004 - Alexander
- 2005 - Cossacks II: Napoleonic Wars
- 2006 - Cossacks II: Battle for Europe
- 2006 - Heroes of Annihilated Empires
- 2007 - S.T.A.L.K.E.R.: Shadow of Chernobyl
- 2008 - S.T.A.L.K.E.R.: Clear Sky
- 2010 - S.T.A.L.K.E.R.: Call of Pripyat
- 2015 - Cossacks III
- 2024 - S.T.A.L.K.E.R. 2

## Quyền phát triển cho Xbox 360
Trong tháng 11 năm 2007, GSC mua lại quyền phát triển cho Xbox 360. Bây giờ họ có quyền làm những tựa game dành riêng cho hệ máy này. Trong tháng 9 năm 2009, GSC công bố rằng việc chuyển đổi phiên bản S.T.A.L.K.E.R. sang các hệ máy console (360, có thể là PS3, Wii và PSP) nhưng chỉ sau khi Call of Pripyat gặp thất bại vì thiếu khả năng tài chính của GSC thì việc chuyển đổi mới bị hoãn lại.